# José Bonifácio
José Bonifácio de Andrada e Silva (Santos, 13 de juny de 1763 - Niterói, 6 d'abril de 1838) va ser un naturalista, estadista, poeta i polític brasiler. És conegut per l'epítet de "Patriarca de la Independència". Va descobrir i va descriure quatre minerals, incloent-hi la petalita, en la qual posteriorment es va descobrír l'element liti.
Va ser ministre de Negocis Estrangers de gener de 1822 a juliol de 1823. Des del començament va donar suport a la Regència de Pere I del Brasil. Proclamada la Independència de Brasil, va organitzar l'acció militar contra els focus de resistència a la separació de Portugal, i va comandar una política centralitzadora. El 16 de juliol de 1823, l'Emperador el va cessar del càrrec de ministre i va passar a l'oposició. Va ser desterrat i es va exiliar a França durant sis anys. De tornada a Brasil, i reconciliat amb l'Emperador, va prendre la tutoria del seu fill Pere II de Brasil el 1831, quan l'Emperador va abdicar. Va ocupar el càrrec fins al 1833, quan va ser acusat de traïció i exonerat del càrrec pel govern del Període Regent de l'Imperi de Brasil.

## Labor científica
Es va diplomar en dret i ciències físiques i biològiques. Va realitzar posteriorment viatges d'estudi, tenint com a principal objecte la mineralogia, a França, Alemanya, Itàlia, Suècia, Dinamarca i Noruega. Va ser membre de diverses institucions científiques europees. Esperit format en el context de la Il·lustració, unia la formació clàssica amb l'interès científic, a més de preocupar-se per l'aplicació pràctica de les seves concepcions a Portugal i a les seves colònies, com a forma de superar el retard en el qual es trobaven pel que fa als països més avançats d'Europa.
En 1800 va ser professor de geologia a la Universitat de Coïmbra. Poc després se'l va designar inspector general de les mines portugueses i el 1812 va ser nomenat Secretari perpetu de l'Acadèmia de Ciències de Lisboa.
En els seus viatges per Europa va recol·lectar dades, va dur a terme experiments científics i va descobrir i descriure quatre minerals i vuit espècies desconeguts. Entre els minerals es trobava la petalita, que va descobrir en un viatge a Suècia, i en la qual posteriorment científics suecs van descobrir l'element liti. També va descobrir l'espodumena, un altre mineral que conté liti, del mateix origen, en una illa propera a Estocolm.
Els seus treballs científics, socials i polítics es troben compilats per Edgar Cerqueira Falcão amb el títol d'Obres científiques, polítiques i sociais de José Bonifácio de Andrada i Silva.

## Labor literària
El 1825, mentre estava exiliat a Bordeus, va publicar les seves Poesies Avulsas amb el pseudònim d'Américo Elísio.
La butaca 40 de l'Acadèmia de Lletres de Brasil porta el seu nom.

## Heroi de la Pàtria
En virtut de la Llei Federal núm. 11.135, de 2005, el Congrés Nacional del Brasil va decretar la inscripció de José Bonifácio en el Llibre dels Herois i Heroïnes de la Pàtria, un memorial cenotàfic situat dintre del Panteó de la Pàtria i de la Llibertat Tancredo Neves de Brasília, creat per honorar la memòria de les persones que millor van servir al país en la seva defensa i construcció.